# Isabel Aaiún
Isabel Aaiún, nombre artístico de Isabel Casado (Madrid, 1987), es una cantante española de género neofolk.
En 2024 saltó al reconocimiento nacional español gracias a una remezcla de Carlos Alcalá y Fernando Moreno de su canción «Potra salvaje», consiguiendo posicionarse en el primer puesto de las mejores cien canciones de Promusicae. Además de posicionarse en el tercer puesto del Top 200 de reproducción en línea semanal en España de la plataforma Spotify acumulando 2 958 211 reproducciones esa semana.

## Biografía
Nacida en Madrid, y criada en el pueblo segoviano de Veganzones, de doscientos habitantes, es hija, nieta y bisnieta de zapateros. De niña, ha tenido dos pasiones, los caballos, con los que ha sido amazona profesional, profesora de equitación y domadora de caballos y la música. En su familia, su tía toca la guitarra, su tío el violín y su primo es saxofonista.

## Carrera musical
En 2019, Pablo Mora, cantante de Lagarto Amarillo, le propuso que colaborase con él en su tema «Mano rota». Y con la ayuda de este, Aaiún firmó con Níquel Records en 2020, y, a finales de 2021, lanzó su primera canción, «Potra salvaje». Tema con mensaje de valentía cuyo vídeo musical lo grabó en una nave ganadera abandonada y en la ermita de la Virgen del Pinar, en Cantalejo.
La canción tuvo gran impacto a partir de la remezcla que en 2023 hizo de ella el Fernando Moreno. Su viralización en redes sociales fue a más gracias a que sonó en la celebración de la décima quinta champions del Real Madrid, el 1 de junio de 2024. Un mes después, al saberse que los jugadores de la selección de fútbol española la ponían para motivarse antes de cada partido de la Eurocopa de 2024, el tema fue número 1 en Spotify de las cincuenta canciones más virales de España y su versión Hard Remix logró más de veintisiete millones de reproducciones.
En noviembre de 2023 Aaiún decidió acabar su carrera como jinete y volcarse en la música. En febrero de 2024 lanza su primer álbum La potra salvaje que presentó en su tierra natal, en el teatro Juan Bravo de Segovia, el 17 de ese mes. Y se anuncia que el 26 de octubre de 2024 Aaiún inicia su primera gira musical por el país en la sala del WiZink Center de Madrid,
Compuesto junto a Pablo Mora y producido por Michel K.Lowan, el álbum incluye variedad de estilos, rumbas como «A gastar la calle», «La laca» y «Mano rota», pasodobles como «Soy feriante» y la ranchera de «La partida». Sus letras y melodías se enmarcan en un estilo neofolk, combinación de la cultura popular, el folclore clásico español como Marifé de Triana, Rocío Jurado y Los Panchos, sonidos modernos y actuales.

### Influencias y estilo
Su estilo se caracteriza por la autenticidad y la fuerza vocal, buscando siempre transmitir mensajes de fuerza y libertad. Mezcla el folclore y las melodías de siempre y la música más actual.

## Discografía

### Álbumes de estudio
La potra salvaje (Níquel Records, 2024)